# Alberto Burgos
Alberto Javier Burgos Romero – chilijski zapaśnik walczący w stylu wolnym. Zajął ósme miejsce na mistrzostwach panamerykańskich w 2012. Mistrz Ameryki Południowej w 2011 i piąty w 2011 roku.